# Brachychiton
Brachychiton (kurrajong o arbre de foc) és un gènere de plantes amb flors que té 31 espècies. Pertany a la família esterculiàcia (la mateixa que la del gènere Theobroma del cacau). Són arbres i arbustos grans monoics i són plantes natives d'Austràlia (amb 30 espècies) i de Nova Guinea (una espècie). Els seus fòssils daten del Cenozoic.
Arriben a fer entre 4 a 30 metres d'alt i algunes espècies són caducifòlies durant l'estació seca. Algunes espècies tenen un tronc molt curt amb relació a la seva mida total i en ell emmagatzemen aigua.
El color de les seves flors varia segons les espècies. Les espècies forestals més orientals perden la fulla abans de florir però en les regions seques acostumen a florir amb fulles a les plantes.

## Etimologia
Brachychiton deriva del grec brachys, curt, i chiton, túnica, fent referència al fet que les seves llavors estan cobertes.

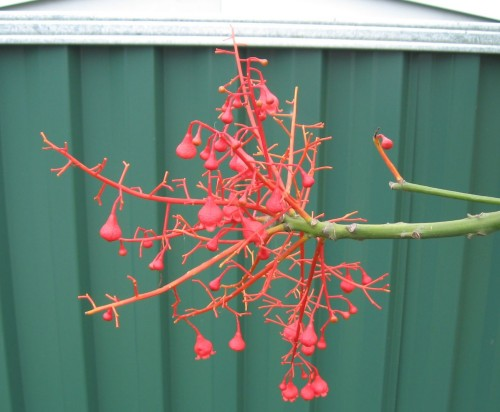
B. acerifolius: inflorescència.

Kurrajong és una paraula d'un idioma aborigen australià que significa "planta de fibra", i es refereix a l'ús tradicional de la seva escorça.
Algunes espècies són plantes ornamentals i es planten també a la regió mediterrània i d'altres temperades càlides. Hi ha híbrids, com per exemple: B. populneo-acerifolius.

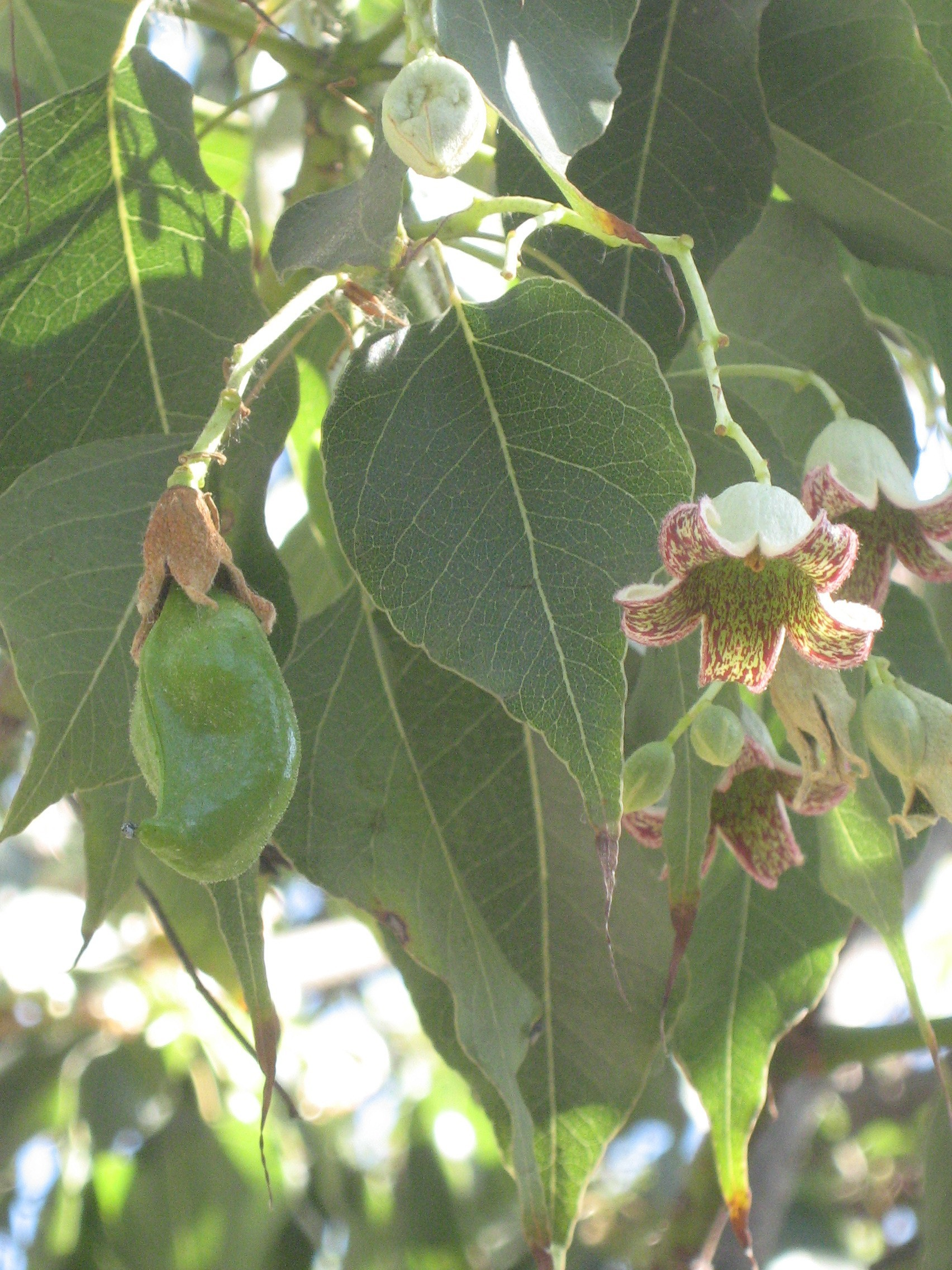
B. populneus.

## Taxonomia
| - Brachychiton acuminatus - Brachychiton acerifolius – arbre de foc Illawarra, kurrajong flamejat - Brachychiton albidus - Brachychiton australis – kurrajong de fulles grans - Brachychiton bidwillii – kurrajong petit - Brachychiton carruthersii - Brachychiton chilligoensis - Brachychiton collinus - Brachychiton compactus - Brachychiton discolor – arbre de foc rosat, kurrajong blanc - Brachychiton diversifolius - Brachychiton fitzgeraldianus - Brachychiton garrawayae - Brachychiton grandiflorus - Brachychiton gregorii – kurrajong del desert - Brachychiton incanus - Brachychiton megaphyllus - Brachychiton muellerianus - Brachychiton obtusilobus - Brachychiton paradoxus – kurrajong de flors roges - Brachychiton populneus – kurrajong d'escorça de puntes, kurrajong de flors blanques, kurrajong negre, kurrajong septentrional - Brachychiton rupestris – arbre ampolla de Queensland, kurrajong de Queensland - Brachychiton spectabilis - Brachychiton tridentatus - Brachychiton tuberculatus – Meayacka - Brachychiton velutinosus – kurrajong arbustiu - Brachychiton vitifolius - Brachychiton xanthophyllus |